# Cinara dahurica
Cinara dahurica är en insektsart. Cinara dahurica ingår i släktet Cinara och familjen långrörsbladlöss. Inga underarter finns listade i Catalogue of Life.